# Henrique Barbosa
Henrique Ribeiro Marques Barbosa (Belo Horizonte, Brasil, 5 de julio de 1984) es un nadador olímpico brasileño, especialista en estilo braza. Fue olímpico tras participar en los Juegos Olímpicos de Pekín 2008 y Londres 2012 en las pruebas de 100 y 200 metros braza.
En el año 2010 consiguió la medalla de bronce durante el Campeonato Mundial de natación en piscina corta en la prueba de 4x100 metros estilos.
Participó en los Juegos Panamericanos de 2007 donde consiguió dos medallas de plata, en las pruebas de 200 metros braza y 4x100 metros estilos.

## Caso de dopaje
En el año 2011 dio positivo en un test de antidopaje en furosemida. Fue sancionado por la Federación Internacional de Natación pero apeló la decisión y finalmente el Tribunal de Arbitraje Deportivo aceptó como pena un warning que ya fue emitido por la Federación Brasileña de natación, desestimando así la denuncia de la FINA para inhabilitarlo.

## Palmarés internacional
| Campeonato Mundial de Natación en Piscina Corta | Campeonato Mundial de Natación en Piscina Corta | Campeonato Mundial de Natación en Piscina Corta | Campeonato Mundial de Natación en Piscina Corta |
| Año                                             | Lugar                                           | Medalla                                         | Prueba                                          |
| ----------------------------------------------- | ----------------------------------------------- | ----------------------------------------------- | ----------------------------------------------- |
| 2010                                            | Dubái Emiratos Árabes Unidos)                   | Medalla de bronce                               | 4x100 m estilos                                 |
| Juegos Panamericanos                            |                                                 |                                                 |                                                 |
| 2007                                            | Río de Janeiro ( Brasil)                        | Medalla de plata                                | 200 m braza                                     |
| 2007                                            | Río de Janeiro ( Brasil)                        | Medalla de plata                                | 4x100 m estilos                                 |